# Guatteria oblonga
Guatteria oblonga este o specie de plante angiosperme din genul Guatteria, familia Annonaceae, descrisă de Robert Elias Fries. Conform Catalogue of Life specia Guatteria oblonga nu are subspecii cunoscute.